# Jan Ykema
Jan Jelle Ykema (Harlingen, 18 de abril de 1963) es un deportista neerlandés que compitió en patinaje de velocidad sobre hielo.
Participó en dos Juegos Olímpicos de Invierno, en los años 1984 y 1988, obteniendo una medalla de plata en Calgary 1988, en la prueba de 500 m.

## Palmarés internacional
| Juegos Olímpicos | Juegos Olímpicos | Juegos Olímpicos | Juegos Olímpicos |
| Año              | Lugar            | Medalla          | Prueba           |
| ---------------- | ---------------- | ---------------- | ---------------- |
| 1988             | Calgary (Canadá) | Medalla de plata | 500 m            |